# Тейлор, Расси
Ра́сси Те́йлор (англ. Russi Taylor; 4 мая 1944, Кембридж, Массачусетс — 26 июля 2019, Глендейл, Калифорния) — американская актриса озвучивания, официальный голос Минни Маус с 1986 по 2019 год, а также голоса Билли, Вилли и Дилли с 1987 по 2019 год.

## Биография
Расселл Тейлор родилась 4 мая 1944 года в городе Кембридж (штат Массачусетс, США).
Актрисой стала поздно: с 1980 года она начала озвучивать мультфильмы и мультсериалы, с 1990 года — компьютерные игры. С 1986 года была официальным голосом Минни Маус, сменив на этом посту актрису Рут Клиффорд (1900—1998). На это место пробовались более 200 претенденток.
Расси Тейлор скончалась 26 июля 2019 года в городе Глендейл (штат Калифорния) от колоректального рака. Похоронена на кладбище «Лесная поляна».

### Личная жизнь
Первым мужем актрисы был доктор Роберт Тейлор, первопроходец в области сочинения компьютерной музыки. В 1991 году пара развелась. В том же году 47-летняя актриса вышла замуж второй раз: её избранником стал известный актёр озвучивания Уэйн Оллвайн, на протяжении 32 лет озвучивавший Микки Мауса. Они познакомились и прониклись чувствами друг к другу, много работая бок о бок над озвучиванием, так как почти во всех мультфильмах, мультсериалах и компьютерных играх с участием Минни Маус обязательно присутствует и её избранник Микки. И Расси, и Уэйн развелись со своими супругами, чтобы заключить брак друг с другом. 18 мая 2009 года Расси Тейлор овдовела и больше замуж не выходила. Детей у неё не было.

## Награды и номинации
С полным списком наград и номинаций Расси Тейлор можно ознакомиться на сайте IMDB
Награды
- 2008 — «Легенды Диснея» (совместно с мужем)[3][7]

Номинации
- 2005 — «Энни» за озвучивание мультсериала «Приключения Пигли Уинкса»
- 2006 — Дневная премия «Эмми» за озвучивание мультсериала «Приключения Пигли Уинкса»[11]
- 2007 — Дневная премия «Эмми» за озвучивание мультсериала «Приключения Пигли Уинкса»[11]
- 2007 — «Энни» за озвучивание мультсериала «Приключения Пигли Уинкса»
- 2018 — Дневная премия «Эмми» за озвучивание мультфильма The Scariest Story Ever: A Mickey Mouse Halloween Spooktacular![11]

## Избранная фильмография

### Озвучивание фильмов
- 1980 — Частные детективы[англ.] / The Private Eyes — голос куклы
- 1988 — Кто подставил кролика Роджера / Who Framed Roger Rabbit — Минни Маус / птицы
- 1995 — Бэйб: Четвероногий малыш / Babe — Герцогиня, персидская кошка
- 1998 — Бэйб: Поросёнок в городе / Babe: Pig in the City — розовый пудель / кошка в хоре

### Озвучивание мультфильмов и мультсериалов
- 1980 — Мир Клубнички[англ.] / The World of Strawberry Shortcake — Клубничка[англ.]
- 1980—1981 — Комедийное шоу Флинтстоунов[англ.] / The Flintstone Comedy Show — Пебблс Флинтстоун[англ.] / Пещерная мышь (в 19 эпизодах)
- 1981 — Хитклифф[англ.] / Heathcliff — Барби Уинслоу (в 13 эпизодах)
- 1982—1983 — Пакман[англ.] / Pac-Man — Малышка Пакман[англ.] (в 17 эпизодах)
- 1982—1989 — Смурфики / The Smurfs — Лора / второстепенные персонажи (в 5 эпизодах)
- 1983 — Крохи[англ.] / The Littles — второстепенные персонажи (в 13 эпизодах)
- 1983 — Субботний суперкейд[англ.] / Saturday Supercade — второстепенные персонажи (в 13 эпизодах)
- 1983, 1985, 1994 — Специальное предложение на выходные от ABC[англ.] / ABC Weekend Special — разные персонажи (в 4 выпусках)
- 1984—1991 — Малыши маппеты[англ.] / Muppet Babies — Гонзо[англ.] / Лягушонок Робин[англ.] (в 107 эпизодах[англ.])
- 1985 — 13 призраков Скуби-Ду / The 13 Ghosts of Scooby-Doo — Хильда Бревски (в эпизоде When You Witch Upon a Star)
- 1985 — Подземелье драконов / Dungeons & Dragons — дракон Янтарь (в эпизоде Cave of the Fairie Dragons)
- 1986 — Приключения американского кролика[англ.] / The Adventures of the American Rabbit — мать Роба / Ягнёнок
- 1986 — Киссифур[англ.] / Kissyfur — разные персонажи (в эпизоде The Birds and the Bears)
- 1986 — Мой маленький пони в кино[англ.] / My Little Pony: The Movie — разные персонажи
- 1986 — Мой маленький пони и друзья[англ.] / My Little Pony 'n Friends — разные персонажи (в 2 эпизодах)
- 1987 — Гуфи: Футболомания[англ.] / Sport Goofy in Soccermania — Билли, Вилли и Дилли
- 1987 — Щенки из приюта 17[англ.] / Pound Puppies — разные персонажи (в 3 эпизодах)
- 1987—1990 — Утиные истории / DuckTales — Билли, Вилли и Дилли (в 93 эпизодах)
- 1988 — Охота за сокровищами Йоги[англ.] / Yogi’s Treasure Hunt — девочка (в эпизоде The Greed Monster)
- 1988 — Мой сосед Тоторо / となりのトトロ — второстепенные персонажи (диснеевский дубляж 2005 г.)
- 1988 — 60-й день рождения Микки[англ.] / Mickey’s 60th Birthday — Минни Маус
- 1988 — Супермен / Superman — Лана Лэнг (в эпизоде Cybron Strikes/The First Day of School)
- 1988 — Скуби-Ду и Школа вампиров / Scooby-Doo and the Ghoul School — фантом Фантазма
- 1988—1989 — Фантастический Макс[англ.] / Fantastic Max — второстепенные персонажи (в 3 эпизодах)
- 1989 — Ведьмина служба доставки / 魔女の宅急便 — малыш (дубляж Streamline Pictures[англ.], в титрах не указана)
- 1989 — Черепашки-ниндзя / Teenage Mutant Ninja Turtles — луизианский парнишка (в эпизоде Leatherhead: Terror of the Swamp, в титрах не указана)
- 1989—1990 — Медвежонок Паддингтон[англ.] / Paddington Bear — второстепенные персонажи (в 2 эпизодах)
- 1989—1990 — Диснейленд[англ.] / Disneyland — Билли, Вилли и Дилли (в 2 эпизодах[англ.])
- 1990 — Чип и Дейл спешат на помощь / Chip 'n Dale: Rescue Rangers — Вторая Мамочка (в эпизоде Dirty Rotten Diapers)
- 1990 — Герои мультфильмов приходят на помощь / Cartoon All-Stars to the Rescue — Билли, Вилли и Дилли / Гонзо[англ.]
- 1990 — Джетсоны в кино[англ.] / Jetsons: The Movie — Ферги Фарбелоу
- 1990 — Утиные истории: Заветная лампа / DuckTales the Movie: Treasure of the Lost Lamp — Билли, Вилли и Дилли
- 1990 — Спасатели в Австралии / The Rescuers Down Under — мышь-медсестра
- 1990—1991 — Виджит спешит на помощь / Widget — Виджит (в 14 эпизодах)
- 1990—2019 — Симпсоны / The Simpsons — Мартин Принс / Шерри и Терри / Уэнделл Бортон / Льюис Кларк / Ютер Зёркер и ещё ок. 50 второстепенных персонажей (в 193 эпизодах)[13]
- 1991 — Приключения мишек Гамми / Disney’s Adventures of the Gummi Bears — разные персонажи (в 2 эпизодах[англ.])
- 1991 — Новые приключения Пса и его друзей / Rock-a-Doodle — цыплята (в титрах не указана)
- 1991—1992 — Мистер Богус[англ.] / Mr. Bogus — второстепенные персонажи (в 5 эпизодах)
- 1992 — Натуральная мультяшность / Raw Toonage — Уэбби Маккряк (в эпизоде Spatula Party/Doggie Schnauzer/Marsupilami Meets Dr. Normanstein)
- 1992—1993 — Русалочка / The Little Mermaid — разные персонажи (в 2 эпизодах)
- 1992—1993 — Кодекс Дикого Запада: Парни из Му-Месы[англ.] / Wild West C.O.W.-Boys of Moo Mesa — второстепенные персонажи (в 25 эпизодах)
- 1993 — Легенда о принце Валианте[англ.] / The Legend of Prince Valiant — разные персонажи (в эпизоде The Hero)
- 1993 — Флинтстоуны: Баю-бай, голливудская крошка[англ.] / Hollyrock-a-Bye Baby — малышка Пебблс
- 1994 — Мыши-байкеры с Марса / Biker Mice from Mars — метеоролог (в эпизоде Chill Zone[англ.])
- 1994 — Помпоко: Война тануки / 平成狸合戦ぽんぽこ — Отама (английский дубляж)
- 1994 — Аладдин / Aladdin — женщина (в эпизоде A Clockwork Hero)
- 1994 — Рождественский гимн Флинтстоунов[англ.] / A Flintstones Christmas Carol — Пебблс Флинтстоун
- 1995 — Кинокритик[англ.] / The Critic — Пенни Томпкинс (в 10 эпизодах[англ.])
- 1995 — Сойти с ума / Runaway Brain — Минни Маус
- 1995 — Дракончик Тилли[англ.] / The Tale of Tillie’s Dragon — леди «Пирожок»
- 1995—1996 — Запутанные истории кота Феликса[англ.] / The Twisted Tales of Felix the Cat — второстепенные персонажи (в 5 эпизодах; в титрах не указана)
- 1995, 1997 — Что за мультик![англ.] / What a Cartoon! — Невезучая Утка (в 2 эпизодах)
- 1996 — Король Лев: Тимон и Пумба / Timon & Pumbaa — разные персонажи (в эпизоде Isle of Manhood/Puttin' on the Brits[англ.])
- 1997 — Сильвестр и Твити: Загадочные истории / The Sylvester & Tweety Mysteries — экскурсовод (в эпизоде They Call Me Mister Lincoln/Froggone It[англ.])
- 1997 — Син-тян / クレヨンしんちゃん — разные персонажи (в эпизоде Shin Wars[англ.])
- 1997—1998 — Новые приключения Зорро / The New Adventures of Zorro — второстепенные персонажи (в 26 эпизодах)
- 1998 — Отважный маленький тостер: Путешествие на Марс[англ.] / The Brave Little Toaster Goes to Mars — малыш Робби
- 1999 — Дикая семейка Торнберри / The Wild Thornberrys — Инга (в эпизоде On the Right Track[англ.])
- 1999 — Микки: Однажды под Рождество / Mickey’s Once Upon a Christmas — Минни Маус / Билли, Вилли и Дилли
- 1999 — Фантазия 2000 / Fantasia 2000 — Дейзи Дак (в подводке к новелле Pomp and Circumstance)
- 1999—2001 — Всё о Микки Маусе / Mickey Mouse Works — Минни Маус / Клара Клак (в 25 эпизодах)
- 2000 — Базз Лайтер из Звёздной команды[англ.] / Buzz Lightyear of Star Command — разные персонажи (в 3 эпизодах)
- 2001 — Волшебное Рождество у Микки / Mickey’s Magical Christmas: Snowed in at the House of Mouse — Минни Маус
- 2001 — Дом злодеев. Мышиный дом / Mickey’s House of Villains — Минни Маус
- 2001—2002 — Мышиный дом / Disney’s House of Mouse — Минни Маус / прочие персонажи (в 51 эпизоде[англ.])
- 2002 — Золушка 2: Мечты сбываются / Cinderella II: Dreams Come True — разные персонажи
- 2003 — Ким Пять-с-плюсом / Kim Possible — участник экскурсии для детей Rocket Boosters (в эпизоде Monkey Ninjas in Space)
- 2003—2004 — Щенячьи дни Клиффорда[англ.] / Clifford’s Puppy Days — разные персонажи (в 2 эпизодах)
- 2003—2007 — Приключения Пигли Уинкса / Jakers! The Adventures of Piggley Winks — разные персонажи (в 46 эпизодах[англ.])
- 2004 — Три мушкетёра: Микки, Дональд и Гуфи / Mickey, Donald, Goofy: The Three Musketeers — Минни Маус, принцесса
- 2004 — Микки: И снова под Рождество / Mickey’s Twice Upon a Christmas — Минни Маус / Билли, Вилли и Дилли
- 2005 — Юные титаны / Teen Titans — разные персонажи (в эпизоде Hide & Seek[англ.])
- 2006 — Сказания Земноморья / ゲド戦記 — второстепенные персонажи
- 2006 — Лис и пёс 2 / The Fox and the Hound 2 — второстепенные персонажи
- 2006—2016 — Клуб Микки Мауса / Mickey Mouse Clubhouse — Минни Маус / прочие персонажи (в 121 эпизоде[англ.])
- 2007 — Золушка 3: Злые чары / Cinderella III: A Twist in Time — Фея-крёстная / Дризелла[англ.]
- 2007 — Симпсоны в кино / The Simpsons Movie — Мартин Принс
- 2007 — Волшебные истории принцесс Диснея: Следуй за мечтой / Disney Princess Enchanted Tales: Follow Your Dreams — фея Фауна
- 2008 — Скуби-Ду и Король гоблинов[англ.] / Scooby-Doo! and the Goblin King — ведьма-сова / фея Тиддлиуинк
- 2011—2014 — Джейк и пираты Нетландии[англ.] / Jake and the Never Land Pirates — разные персонажи (в 16 эпизодах[англ.])
- 2011—2016 — Минни-мультики[англ.] / Minnie’s Bow-Toons — Минни Маус (в 40 эпизодах)
- 2013 — Конь-огонь / Get a Horse! — Минни Маус
- 2013—2018 — София Прекрасная / Sofia the First — разные персонажи (в 15 эпизодах[англ.])
- 2013—2019 — Микки Маус[англ.] / Mickey Mouse — Минни Маус / Билли, Вилли и Дилли (в 61 эпизоде[англ.])
- 2015 — Флинтстоуны: Борцы каменного века[англ.] / The Flintstones & WWE: Stone Age SmackDown! — Пебблс Флинтстоун
- 2016—2018 — Хранитель Лев / The Lion Guard — разные персонажи (в 8 эпизодах)
- 2017—2020 — Микки и весёлые гонки (Микки Маус: Мир приключений) / Mickey and the Roadster Racers (Mickey Mouse Mixed-Up Adventures) — Минни Маус (в 72 эпизодах[англ.])
- 2018 — Рапунцель: Новая история / Rapunzel’s Tangled Adventure — разные персонажи (в 2 эпизодах[англ.])
- 2018 — Окей, Кей О! Будем героями[англ.] / OK K.O.! Let’s Be Heroes — фантом Фантазма (в эпизоде Monster Party[англ.])
- 2018 — Утиные истории / DuckTales — Дональд Дак в молодости (в эпизоде Last Christmas![англ.])
- 2019 — Звёздная принцесса и силы зла / Star vs. the Forces of Evil — второстепенные персонажи (в эпизоде Beach Day/Gone Baby Gone[англ.])

### Озвучивание компьютерных игр
- 1990 — Castle of Illusion Starring Mickey Mouse — Минни Маус
- 1990 — DuckTales: The Quest for Gold — Билли, Вилли и Дилли
- 1992 — King’s Quest VI: Heir Today, Gone Tomorrow — разные персонажи
- 1994 — Quest for Glory: Shadows of Darkness — Таня Маркарова
- 1996 — The Simpsons: Cartoon Studio — Мартин Принс
- 1997 — The Simpsons: Virtual Springfield[англ.] — Мартин Принс
- 1999 — Gabriel Knight 3: Blood of the Sacred, Blood of the Damned — Симона
- 2000 — 102 Dalmatians: Puppies to the Rescue — второстепенные персонажи
- 2000 — Mickey's Speedway USA[англ.] — Минни Маус / Билли, Вилли и Дилли
- 2000 — Donald Duck: Goin' Quackers[англ.] — Билли, Вилли и Дилли
- 2001 — Monsters, Inc. Scream Team — второстепенные персонажи
- 2002 — Kingdom Hearts — королева Минни Маус
- 2002 — Disney Golf[англ.] — Минни Маус
- 2002 — Disney Sports Soccer[англ.] — Минни Маус / Билли, Вилли и Дилли
- 2002 — Disney Sports Skateboarding[англ.] — Минни Маус
- 2002 — Disney Sports Basketball[англ.] — Минни Маус / Билли, Вилли и Дилли
- 2002 — PK: Out of the Shadows[англ.] — Билли, Вилли и Дилли
- 2003 — Disney's Party[англ.] — Минни Маус
- 2003 — Disney's Hide and Sneak[англ.] — Минни Маус
- 2003 — The Haunted Mansion[англ.] — второстепенные персонажи
- 2003—2013 — Toontown Online[англ.] — Минни Маус
- 2005 — Kingdom Hearts II — королева Минни Маус / фея Фауна
- 2007 — Kingdom Hearts II: Final Mix+ — королева Минни Маус / фея Фауна
- 2007 — Disney Princess: Enchanted Journey[англ.] — фея-крёстная
- 2007 — The Simpsons Game — Мартин Принс / Шерри и Терри / прочие персонажи
- 2008 — WALL-E[англ.] — пассажирка «Аксиомы»
- 2008 — Disney Think Fast[англ.]* — Минни Маус
- 2010 — Kingdom Hearts Birth by Sleep — королева Минни Маус / фея Фауна / фея-крёстная / прочие персонажи
- 2011 — Kinect: Disneyland Adventures[англ.] — Минни Маус
- 2012 — Kingdom Hearts 3D: Dream Drop Distance — королева Минни Маус
- 2013 — Disney Magical World — Минни Маус
- 2013 — DuckTales: Remastered — Билли, Вилли и Дилли
- 2013 — Disney Infinity — второстепенные персонажи
- 2013 — Castle of Illusion Starring Mickey Mouse — Минни Маус
- 2015 — Disney Infinity 3.0[англ.] — Минни Маус
- 2019 — Kingdom Hearts III — Билли, Вилли и Дилли

### Парки развлечений
- 2003 — н. в. — голос Минни Маус на аттракционе Mickey's PhilharMagic[англ.] в Волшебном королевстве[англ.] «Мира Диснея»
- 2008 — н. в. — голос Мартина Принса на аттракционе The Simpsons Ride[англ.] в парках Universal Studios Florida[англ.] и Universal Studios Hollywood
- 2019 — н. в. — голос Минни Маус на мероприятии «Не такая уж и жуткая хэллоуинская вечеринка Микки[англ.]» в Волшебном королевстве «Мира Диснея»

### Прочие работы
- 1980—2000 — Ранняя Пташка в рекламной кампании «Макдональдленд[англ.]»